# Shawn Fonteno
Shawn Darnell Fonteno, znany też jako OG Solo lub Solo (ur. 8 kwietnia 1968 roku w Los Angeles) – amerykański raper i aktor. Znany jest z użyczania głosu jednemu z trzech głównych bohaterów gry Grand Theft Auto V – Franklinowi Clintonowi. Wcześniej użyczył też głosu kilku gangsterom w grze Grand Theft Auto: San Andreas. Jest kuzynem innego amerykańskiego rapera – Chrisa Bellarda, który użyczył głosu głównemu bohaterowi gry Grand Theft Auto: San Andreas – Carlowi Johnsonowi.
Shawn Fonteno wystąpił także w takich filmach jak Do trzech razy sztuka i The Wash: Hiphopowa myjnia.
Ma 183 cm wzrostu.

## Filmografia

### Filmy
- 2000: Do trzech razy sztuka – Big Mo
- 2001: The Wash: Hiphopowa myjnia – Face
- 2017: Grow House – Bam

### Gry komputerowe
- 2004: Grand Theft Auto: San Andreas – członek Grove Street Families (głos)
- 2013: Grand Theft Auto V – Franklin Clinton (głos i motion capture)
- 2014: Watch Dogs – Lee Harvey (głos)
- 2021: Grand Theft Auto Online – Franklin Clinton (głos i motion capture)